# NK Vučevci
NK Vučevci je nogometni klub iz Vučevaca. 
Uz seniorsku momčad imaju i juniore.
Trenutačno nastupaju u 3. ŽNL Osječko-baranjska NS Đakovo.

## Povijest
Klub je osnovan 1977. godine. Do 1991. godine klub je nosio ime NK Sloboda Vučevci.